# Maemo

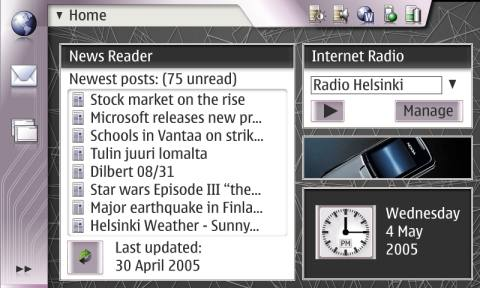
Skrivbordslayouten för tidigare versioner av Maemo.

Maemo är ett Linuxbaserat operativsystem som utvecklades av Nokia för smartphones och mobila datorer. En stor del av operativsystemet finns tillgänglig som öppen källkod. Nokias Maemoavdelning utvecklade operativsystemet i samarbete med många andra öppen-källkodsprojekt, såsom Linuxkärnan, Debian och GNOME.

## Kärna
Maemo är baserat på Debian GNU/Linux och bygger till stor del på GNOME-projektets grafiska användargränssnitt, ramar och bibliotek. Maemo använder fönsterhanteraren Matchbox och GTK-baserade Hildon som dess GUI och applikationsram. Maemo 5 PR1.2 har även stöd för Qt 4.6, liksom Symbian^4.

## Gränssnitt
Jämfört med tidigare versioner av Maemo har användargränssnittet förändrats avsevärt i Fremantle (Maemo 5). Home screens och panorama desktop är några exempel på nytt ögongodis som finns i Fremantle.

## Applikationer
Alla versioner av operativsystemet kommer med fyra förinstallerade spel: Schack, Mahjong, Blocks och Marbles. Maemo Extras och Ovi Store är de största applikationsbutikerna som är tillgängliga för plattformen. Sedan 6 juli 2010 har Maemo Extras haft över 15 miljoner nerladdningar av program för Maemo 5.

## Meego
På Mobile World Congress i februari 2010 meddelade Nokia och Intel att Maemoprojektet skulle gå samman med Moblin för att skapa den mobila mjukvaruplattformen Meego. Den första Meegobaserade telefonen förväntas bli lanserad på Nokia World i september 2010.

## Versionshistorik
|                          | Version | Kodnamn   | ID           | Utsläppsdatum  | Första enheten | Noter                                                  |
| ------------------------ | ------- | --------- | ------------ | -------------- | -------------- | ------------------------------------------------------ |
| OS2005                   | 1.1     | -         | 2.2005.45-1  | November 2005  | 770            |                                                        |
| OS2005                   | 1.1     | -         | 3.2005.51-13 | December 2005  |                |                                                        |
| OS2005                   | 1.1     | -         | 5.2006.13-7  | April 2006     |                |                                                        |
| OS2006                   | 2.0     | Mistral   | 0.2006.22-21 | Maj 2006       |                | Betaversion                                            |
| OS2006                   | 2.0     | Mistral   | 1.2006.26-8  | Maj 2006       |                |                                                        |
| OS2006                   | 2.1     | Scirocco  | 2.2006.39-14 | November 2006  |                |                                                        |
| OS2006                   | 2.2     | Gregale   | 3.2006.49-2  | Januari 2007   |                |                                                        |
| OS2007                   | 3.0     | Bora      | 2.2006.51-6  | Januari 2007   | N800           |                                                        |
| OS2007                   | 3.1     | Bora      | 3.2007.10-7  | Mars 2007      |                |                                                        |
| OS2007                   | 3.2     | Bora      | 4.2007.26-8  | Juli 2007      |                |                                                        |
| OS2007                   | 3.2     | Bora      | 4.2007.38-2  | Oktober 2007   |                | SDHC korruptionsfix                                    |
| OS2008                   | 4.0     | Chinook   | 1.2007.42-18 | November 2007  | N810           | (endast för N810)                                      |
| OS2008                   | 4.0     | Chinook   | 1.2007.42-19 | November 2007  |                | Uppdatering av operativsystemskärnan (endast för N810) |
| OS2008                   | 4.0     | Chinook   | 1.2007.44-4  | November 2007  |                | Betaversion (endast för N800)                          |
| OS2008                   | 4.0     | Chinook   | 2.2007.50-2  | November 2007  |                |                                                        |
| OS2008                   | 4.0     | Chinook   | 2.2007.51-3  | Januari 2008   |                | NOLO-uppdatering                                       |
| OS2008                   | 4.1     | Diablo    | 4.2008.23-14 | Juni 2008      |                | SSU-support                                            |
| OS2008                   | 4.1     | Diablo    | 4.2008.30-2  | Augusti 2008   |                | Första SSU-uppgraderingen                              |
| OS2008                   | 4.1     | Diablo    | 4.2008.36-5  | September 2008 |                |                                                        |
| OS2008                   | 4.1     | Diablo    | 5.2008.43-7  | December 2008  |                |                                                        |
| Maemo 5                  | 5.0     | Fremantle | 1.2009.41-10 | Oktober 2009   | N900           | Betaversion (endast för N900)                          |
| Maemo 5                  | 5.0     | Fremantle | 1.2009.42-11 | November 2009  |                | Gemenskapsstödda Qt-bibliotek; även känt som PR1.0     |
| Maemo 5                  | 5.0     | Fremantle | 1.2009.44-1  | Januari 2010   |                | Även känt som PR1.0.1                                  |
| Maemo 5                  | 5.0     | Fremantle | 2.2009.51-1  | Januari 2010   |                | Även känt som PR1.1                                    |
| Maemo 5                  | 5.0     | Fremantle | 3.2010.02-8  | Februari 2010  |                | Även känt som PR1.1.1                                  |
| Maemo 5                  | 5.0     | Fremantle | 10.2010.19-1 | Maj 2010       |                | Även känt som PR1.2                                    |
| Meego (tidigare Maemo 6) | 6.0     | Harmattan | –            | 2010–2011      |                | Officiellt stödda Qt-bibliotek                         |